# Маркала
Маркала (фр. Markala) — город на юго-западе Мали, в области Сегу.

## Географическое положение
Расположен на реке Нигер, в 35 км ниже по течению от города Сегу, на высоте 274 м над уровнем моря. Коммуна Маркала имеет площадь 318 км² и включает помимо собственно города ещё 30 деревень.

## Население
По данным на 2013 год численность населения города составляла 95 409 человек.
Динамика численности населения города по годам:
| 1987   | 1998   | 2013   |
| ------ | ------ | ------ |
| 19 508 | 37 114 | 95 409 |

## Дамба
На территории коммуны Маркала расположена дамба через реку Нигер. Строительство дамбы осуществлялось французскими колониальными властями с 1934 по 1945 годы с целью орошения хлопковых полей региона и последующим развитием текстильной промышленности. Дамба составляет 2450 м в длину. Вода отводится в систему деривационных каналов длиной около 135 км, протянувшуюся далеко на север, вплоть до городов Нионо и Соколо. Ежегодно из реки отводится около 2,7 км³ воды, что составляет 8,3 % от всего расхода воды реки Нигер. Эта вода используется для орошения более 75 000 га полей.
Несмотря на то, что дамба находится в центре коммуны Маркала, орошаемые угодья расположены главным образом за её пределами. Проект по орошению земель управляется правительственной организацией Office du Niger; по данным на 1999—2000 годы, благодаря действию проекта было получено 320 000 т риса, что составляет 40 % всего малийского производства риса.

## Города-партнёры
- Ла-Флеш, Франция[6]